# Torc Waterfall
Der Torc Waterfall (irisch Easach Toirc) ist ein Wasserfall am Fuß des Torc Mountain, ungefähr 8,0 km von Killarney im County Kerry in Irland.
Der Wasserfall befindet sich inmitten des Killarney National Park und ist eine der Sehenswürdigkeiten der 200 km langen Kerry-Way-Wanderroute und des Ring of Kerry.
Auf Grund des einfachen Zugangs und der nahe gelegenen Parkplätze ist der Torc Waterfall eine beliebte Attraktion bei Wanderern und Tourbusgruppen.
Um den Wasserfall existieren beschilderte Rundwanderwege verschiedener Längen und Schwierigkeitsgrade, von denen einer über die Spitze des Torc Mountain führt.